# Magnus Blomström
Magnus Conrad Blomström, född 3 maj 1952 i Sävsjö församling i Jönköpings län, är en svensk ekonom.  Han var tidigare professor i internationellt företagande vid Handelshögskolan i Stockholm.

## Utbildning
Blomström blev filosofie kandidat 1975 och ekonomie doktor 1983.

## Karriär
Blomström innehade en professur i internationellt företagande med särskild inriktning mot nationalekonomi vid Handelshögskolan i Stockholm 1991–2009. Han utnämndes till direktör för The European Institute of Japanese Studies (EIJS) vid Handelshögskolan i Stockholm 1996. Under sin tid som direktör för institutet besökte han tillsammans med USA:s utrikesminister Madeleine Albright Nordkorea och dess ledare Kim Jong Il år 2000. Nordkoreas ledning uttryckte då intresse för Handelshögskolan i Stockholms kurser i ekonomi. EIJS arrangerade under Blomströms ledning en kurs i marknadsekonomi för Nordkoreas ledning, i Vietnam 2003. Blomström sa "Det är helt från början. De vet inte ens vad ett pris är."
Blomström är associerad forskare vid National Bureau of Economic Research i USA sedan 1985 och Centre of Economic Policy Research i Storbritannien sedan 1993. Han är ordförande i SEB:s råd för samhällsekonomiska frågor samt styrelseledamot i bland annat Svenska institutet för Europapolitiska frågor. Han har skrivit ett 70-tal vetenskapliga artiklar och gett ut ett 20-tal böcker.

## Familj
Magnus Blomström är son till Stig Blomström och Inga, ogift Holmberg. Magnus Blomström har två barn. Han är bosatt i Falsterbo i Vellinge kommun.